# ゆうたろう (ものまねタレント)
ゆうたろう（1970年2月21日 - ）は、日本のものまねタレント、スピリスト（占い師）。本名、林 克享（はやし かつゆき）。旧芸名は石浜 裕太郎（いしはま ゆうたろう）。
BOSCO ARTS COMPANY所属（ウイザードリー・エンタテインメント提携）。
千葉県成田市出身。千葉県立佐倉南高等学校卒業。石原裕次郎のものまねを得意とする。愛称は「ボス」、「石原裕次郎」など。

## 概略
デビュー前は妹で演歌歌手の吉永加世子（旧芸名：奈々世里奈）のマネージャーを務めていた。現在でも兄妹でテレビに出ることがある。
作曲家の弦哲也の運転手兼マネージャーをしていた21歳の時に番組スタッフから言われて石原裕次郎の物真似を始める。
特技はドラム演奏（石原裕次郎も得意としていた楽器である）で、裕次郎のモノマネ歴より長い。モノマネ番組でもドラムを演奏しながら、映画『嵐を呼ぶ男』のシーンを再現する事がある。
ドラムをはじめ楽器全般をこなし、主にスウィング・ジャズを中心に、バンドを率いて「素顔」でライブ活動をしている。歌も得意としており（曲はもちろん、石原裕次郎の曲『夜霧よ今夜も有難う』等）、鮎川ゆきとのコンビ「バラーズ」で発表した「有線よありがとう」が第33回日本有線放送大賞音楽賞受賞。2007年10月3日にシングル「恋のセレナーデ」を発売。
17歳からタロットカードによる占いをしており、占い活動はものまねタレントより経歴が長い。楽屋裏でもよくタロット占いを行っていたという。2019年より副業として完全匿名で電話による鑑定をしていたが、2020年より名前を明かしての電話鑑定も初めている。自身のYouTubeチャンネルでもタロット占いの動画を投稿している。

## エピソード
- 20歳頃に2年間ほど、サンフランシスコに留学していた。
- 2000年に開催の「21世紀の石原裕次郎を捜せ」オーディションに応募するも、舘ひろしに「そういう意味（そっくりさんを募集）ではない」と言われ、落選した[4]。
- 『アッコにおまかせ!』の裕次郎の実兄である石原慎太郎を訪問する企画で“兄弟対面”を果たしている。さすがの慎太郎も「どう対処していいかわからない」「幽霊と握手してるみたいだよ」と戸惑っていた。また「弟よりもハンサムだ」「服の趣味の悪さまで裕さんそっくりだな」とも言われた。その後も慎太郎とは別番組で何度か共演しており「気持ち悪いくらい似ている」「幽霊なんじゃないか、足ついているか」「家内（慎太郎の妻）も似ていると言っている」と発言している。
- 『笑いの金メダル』の替え歌大賞で、勝手に「神田正輝に酔わされ」や「渡社長は恐くて話すこともかなわない」などのネタを連発した。審査員点を30点満点中27点を獲得するが、観客点は70点満点中57点、合計では84点と4位入賞にとどまった。
- 『はねるのトびら』の1コーナーである『スターだらけの大運動会』に石原のモノマネでレギュラー出演していたことがあり、クールな外見とは裏腹に毎回競技中にドジをするというコミカルなキャラクターを演じていた。
- 地方局で放送されるパチンコ・スロット番組への出演が多い。特にパチスロに関してはボーナスなどの目押しができ、新旧問わず台の知識も幅広い。
- 石原プロとは本人曰く「付き合っていない」とのことだが、石原プロが主催した2015年12月1日にケーブル4K開局記念イベントに出席、この場で石原プロに公認されたことを発表した[5]。
- 2009年6月、サントリー BOSS レインボーマウンテンのCM『刑事編』に出演。『太陽にほえろ!」のパロディで、ドラマのオリジナルのキャストが並ぶ中、ボス役だった亡き石原裕次郎の代役として共演を果たす。
- 幼少から見えないものが見えたり、親しい人の近い未来が分かることがあったりなどしていた。17歳の頃に占いを始めることを勧められたのはこういった体質からである[3]。

## 出演

### テレビ番組
- シックスハンター - メインパーソナリティー
- THE 占い - メインパーソナリティー
- ポシュレヌーボー - メインパーソナリティー
- ザ・サンデー - 「今週の珍事件」レギュラー
- ダウンタウンDX
- 森田一義アワー 笑っていいとも! - 不定期
- ものまねバトル - レギュラー
- くりぃむナントカ - 芸能界ビンカン選手権のみ
- ぐるはぴっ!（テレビ東京系） - レギュラー
- 虎の門（テレビ朝日系） - 不定期
- シルシルミシル（テレビ朝日系） - 不定期
- ダウンタウンのガキの使いやあらへんで!! - 笑ってはいけないシリーズに出演
- 笑いの金メダル - 準レギュラー
- ヒロイン誕生! - （2005年、テレビ大阪）番組内のドラマに出演。
- ゴールデンスロット - 渡辺正行扮するキングを守るガーディアンの一人として準レギュラー出演
- 発表!!第33回日本有線大賞（2000年、TBS） - 有線音楽賞
- 空飛ぶグータン〜自分探しバラエティ〜（フジテレビ） - 岡持ちさんいらっしゃ〜い!!
- 行列のできる法律相談所（2007年3月） - 峰竜太の再現VTRに出演
- 知っとこ!（2007年7月7日） - 2007年下半期トレンドザ・ベストテン（第9位のVTRほか）
- はねるのトびら - 『スターだらけの大運動会』のコーナーにて、開始当初から2008年5月までレギュラー出演。
- 1億人の大質問!?笑ってコラえて - 「街角インパクト人間を探せ!」オープニング映像に出演。
- 最強メダル伝説（パチスロ番組）
- ダブルシックスハンター（2009年、テレビ愛知）
- シックスハンター2（2010年、テレビ愛知）
- ちば朝ライブ モーニングこんぱす（2021年3月29日 - 、千葉テレビ放送） - 「スピリストゆうたろう占い」コーナーレギュラー
- モヤモヤさまぁ〜ず2（2013年、テレビ東京）- 江古田編でかつて自分が経営してた店を紹介される。
- メレンゲの気持ち（日本テレビ）-「石塚英彦の通りの達人」コーナーにて、かつて自分が経営してたお店を紹介される。

### CM・広告
- サントリー「ボス レインボーマウンテンブレンド」（2009年6月20日 - ） - 藤堂俊介 役[6]
- Y!mobile「Superコミコミ　太陽にふてろ!」（2015年10月）[7]
- ノースサファリサッポロ（2016年6月 - ）
- 亘理町 広告看板「俺は待ってたぜ！わたり！」（2016年4月 - ）[8]
- 宮城県 冬の観光PR動画／みやぎ湯渡軍団 - 宮城 湯渡り上手な冬の旅（2017年12月 - 2018年3月） - 湯渡軍団・ボス 役[9]

### 映画
- WILD-BUNCH（NTTショートフィルム） - ボス 役
- 麻雀放浪記 外伝（Vシネマ） - 医者 役
- パコと魔法の絵本（東宝、2008年9月）
- コドモ警察（東宝、2013年3月20日）※声の出演（鈴木福演じるデカ長の声を、ドラマ版に引き続き部分的に担当）
- 99.9-刑事専門弁護士-THE MOVIE（2021年12月30日、松竹） - 鉄喜刺寿の客 役
- 私だってするんです（東映ビデオ、2022年3月）-校長先生役

### テレビドラマ
- 激闘!アイドル予備校（2006年7月 - ） - 芸能界のドン 役
- 素敵な夢を叶えましょう（2006年6月 - ） - 小金丸企画社長 役
- 山村美紗サスペンス 不倫調査員・片山由美（9）黒髪人形・尼寺殺人事件（2007年9月） - 京都中央署鑑識課員 役
- グータンヌーボ ドラマスペシャル
- 世にも奇妙な物語 21世紀 21年目の特別編 通算（2011年5月） - 刑事 役
- コドモ警察（2012年4月 - 6月） - デカ長（声のみ） 役※最終回のみ
- 今日から俺は!! 第9話（2018年12月9日） - ボス 役
- 最高のオバハン 中島ハルコ 第6・8回・第2シリーズ最終話（2021年5月15日・29日・2022年12月11日) - 亀田賀寿夫警視総監 役

### MV
- スネオヘアー「アイボリー」
- スネオヘアー「slow dance」

### オーディオドラマ
- イケMEN!～3分だけのキュン彼氏～ 第6話（2021年12月16日、Spotify） - 溺愛ヤクザの彼・ヤマト 役[10]

## 音楽
| #                         | 発売日                   | 曲順                     | タイトル                 | 作詞                     | 作曲                     | 編曲                     | 規格品番                 |
| バラーズ 名義             | バラーズ 名義            | バラーズ 名義            | バラーズ 名義            | バラーズ 名義            | バラーズ 名義            | バラーズ 名義            | バラーズ 名義            |
| ガウスエンタテインメント  | ガウスエンタテインメント | ガウスエンタテインメント | ガウスエンタテインメント | ガウスエンタテインメント | ガウスエンタテインメント | ガウスエンタテインメント | ガウスエンタテインメント |
| ------------------------- | ------------------------ | ------------------------ | ------------------------ | ------------------------ | ------------------------ | ------------------------ | ------------------------ |
| 1                         | 1997年 10月22日          | 01                       | 漁港の恋の物語           | にしかずみ               | 大船わたる               | 南郷達也                 | GTDT-1                   |
| 1                         | 1997年 10月22日          | 02                       | 小樽にて・雪             | にしかずみ               | 来音寺健                 | 南郷達也                 | GTDT-1                   |
| 2                         | 1998年 12月16日          | 01                       | プラットホーム           | にしかずみ               | 大船わたる               | かみたかし               | GRDO-19                  |
| 2                         | 1998年 12月16日          | 02                       | 平成夜桜花見唄           | にしかずみ               | 大船わたる               | かみたかし               | GRDO-19                  |
| 3                         | 2000年 6月21日           | 01                       | 有線よ ありがとう        | 秋元康                   | 岡千秋                   | 伊戸のりお               | GRDE-42                  |
| 3                         | 2000年 6月21日           | 02                       | プラットホーム           | にしかずみ               | 大船わたる               | かみたかし               | GRDE-42                  |
| ゆうたろう with ミエ 名義 |                          |                          |                          |                          |                          |                          |                          |
| 徳間ジャパン              |                          |                          |                          |                          |                          |                          |                          |
| 1                         | 2007年 10月3日           | 01                       | 恋のセレナーデ           | 歌凛                     | 馬飼野康二               | 馬飼野康二               | TKCA-90227               |
| 1                         | 2007年 10月3日           | 02                       | 涙のナイトイン大阪       | 魚住勉                   | 馬飼野康二               | 馬飼野康二               | TKCA-90227               |